# Heraclea de Élide
Heraclea (en griego, Ηράκλεια) es el nombre de un pueblo de Grecia que pertenece a la unidad periférica de Élide y al municipio de Antigua Olimpia. En 2011 contaba con 272 habitantes.
Estrabón ubica la antigua ciudad de Heraclea en Élide, donde era una de las ocho ciudades del distrito de Pisátide, cerca de Salmone, a cuarenta estadios de Olimpia y a orillas del río Citerio. Tanto Estrabón como Pausanias sitúan en su territorio un santuario de las ninfas Joníades —llamadas así por Ion, hijo de Gargeto y cuyos nombres individuales eran Califaea, Sinalaxis, Iasis y Pegea— a cuyas aguas se atribuía la curación de enfermedades.
La población moderna se llamaba antes Brouma pero recuperó su antiguo nombre de Heraclea.